# ショーン・ロックリア
ショーン・ロックリア（Sean Locklear 1981年5月29日- ）はノースカロライナ州ランバートン出身の元アメリカンフットボール選手。ポジションはオフェンシブタックル。

## 経歴
ノースカロライナ州立大学から2004年のNFLドラフト3巡でシアトル・シーホークスに指名された。
当初ガードだった彼は、2005年のプレシーズンにフロイド・ウォーマックが負傷したため、先発タックルとなった。この年、ショーン・アレキサンダーがシーホークス記録となる1,880ヤードを走り、チームはスーパーボウルに進出した。スーパーボウルの第4Qの5プレー目に彼が取られたホールディングの反則が取られた判定は、論議を呼んだ。
2007年から2010年までの4シーズンでは54試合に出場し、そのうち51試合に先発出場した。
シーホークスでは2010年まで7シーズン過ごし、そのうち4シーズンで全16試合に先発出場した。
2011年8月5日、ワシントン・レッドスキンズと契約を結んだ。この年左タックルでの先発3試合を含む8試合に出場した。
2012年4月11日、ニューヨーク・ジャイアンツと契約を結んだ。開幕当初は左タックルで起用されたが、デビッド・ディールが故障したことから、第3週に右タックルにコンバートされた。この年彼は10試合で先発出場したが、12月に前十字靭帯を負傷し、故障者リスト入りした。
その後、長いリハビリを続けた彼は、2013年11月13日、サム・ベイカーが故障者リスト入りしたアトランタ・ファルコンズと契約を結んだ。